# 3400 Aotearoa
3400 Aotearoa (1981 GX) là một tiểu hành tinh vành đai chính bên trong được phát hiện ngày 2 tháng 4 năm 1981 bởi Alan C. Gilmore và Pamela M. Kilmartin ở Mount John University Observatory.
Aotearoa is Māori language name for New Zealand.